# Hortenzie
Hortenzie (Hydrangea) je rod rostlin patřící do čeledi hortenziovité (Hydrangeaceae). Zahrnuje přes 70 druhů a je rozšířen v Asii a v menší míře i v Americe. Hortenzie jsou keře, stromy a řidčeji i liány s jednoduchými vstřícnými listy a květy v bohatých květenstvích. Některé druhy jsou v České republice pěstovány jako okrasné dřeviny.
Do rodu Hydrangea byly na základě výsledků fylogenetických studií vřazeny některé další rody, mj. Schizophragma (klanostěnka) a Decumaria (dekumarie).

## Popis
Hortenzie jsou opadavé nebo stálezelené, vzpřímeně nebo šplhavě rostoucí polokeře, keře a stromy s jednoduchými vstřícnými listy. Na listech, větévkách a v květenství jsou chlupy různých typů. Čepele listů jsou celistvé a na okraji celokrajné či různě zubaté, řidčeji zpeřeně laločnaté. Palisty chybějí. Květy jsou uspořádány v hustých vrcholových (řidčeji úžlabních) vrcholících či thyrsech. U některých druhů jsou na okraji květenství přítomny sterilní květy se zvětšenými kališními lístky, u některých pěstovaných kultivarů vyplňují celé květenství. Plodné květy bývají drobné, oboupohlavné, krátce stopkaté. Kališní trubka je přirostlá k semeníku a zakončená 4 nebo 5 zuby. Koruna je tvořena 4 nebo 5 volnými nebo řidčeji srostlými, vejčitými až lžicovitými korunními lístky. Tyčinek je nejčastěji 10, řidčeji jiný počet (8 nebo až 25), mají tenké nitky a jsou přirostlé ke květnímu terči. Semeník je spodní nebo až ze 2/3 svrchní, uvnitř zcela nebo nedokonale rozdělený na 2 až 5 komůrek. V každé komůrce je mnoho vajíček, placentace je axilární nebo parietální. Čnělky jsou volné nebo na bázi srostlé, ve stejném počtu jako jsou komůrky semeníku. Blizna je vrcholová nebo sbíhavá. Plodem je drobná tobolka s mnoha semeny, pukající ve vrcholové části mezi vytrvalými čnělkami. Semena jsou drobná, křídlatá nebo bez křídla.

## Rozšíření
Rod hortenzie zahrnuje asi 73 druhů. Nejvíce druhů roste ve východní Asii. V samotné Číně se vyskytuje 33 druhů, z toho 25 endemických. Několik druhů roste i v jihovýchodní Asii a v Americe. V Evropě není žádný druh hortenzie původní.

## Taxonomie
Rod Hydrangea je v rámci čeledi Hydrangeaceae řazen do podčeledi Hydrangeoideae a tribu Hydrangeeae.
Výsledky molekulárních studií ukázaly, že rod Hydrangea je v klasickém pojetí silně parafyletický a ostatní rody tribu Hydrangeeae tvoří klady roztroušené mezi vývojovými větvemi tohoto rodu. Proto byly všechny tyto rody (Broussaisia, Dichroa, Decumaria, Hydrangea, Platycrater, Schizophragma) vřazeny do rodu Hydrangea.
Některé druhy hortenzií mají neustálenou taxonomii, např. Hydrangea petiolaris je někdy uváděna jako Hydrangea anomala subsp. petiolaris, Hydrangea bretschneideri jako Hydrangea heteromalla 'Bretschneideri'.

## Zástupci
- hortenzie Bretschneiderova (Hydrangea bretschneideri)
- hortenzie drsná (Hydrangea aspera)
- hortenzie dubolistá (Hydrangea quercifolia)
- hortenzie kosmatá (Hydrangea heteromalla)
- hortenzie latnatá (Hydrangea paniculata)
- hortenzie odlišná (Hydrangea anomala)
- hortenzie popínavá (Hydrangea petiolaris)
- hortenzie Sargentova (Hydrangea sargentii)
- hortenzie srstnatá (Hydrangea hirta)
- hortenzie stromkovitá (Hydrangea arborescens)
- hortenzie velkolistá (Hydrangea macrophylla)
- hortenzie zákrovnatá (Hydrangea involucrata)[5][6][7]

## Význam
Některé druhy hortenzií náležejí mezi okrasné dřeviny, cenné zejména bohatými květenstvími a letním kvetením. Některé druhy se pěstují ve velkém množství okrasných kultivarů, zejména hortenzie velkolistá (Hydrangea macrophylla). Mezi druhy častěji pěstované v České republice náleží dále hortenzie latnatá (Hydrangea paniculata), hortenzie stromkovitá (Hydrangea arborescens) a liánovitě rostoucí hortenzie řapíkatá (Hydrangea petiolaris).
Hortenzie se uplatní především jako efektní solitéry, některé druhy lze použít i pro tvorbu větších skupin. Hortenzie popínavá je použitelná jako pnoucí i jako pokryvná dřevina.

## Pěstování a množení
Hortenziím se nejlépe daří v poněkud zastíněné poloze, při dostatku vláhy však snesou i přímé slunce. Všechny druhy jsou citlivé na vápník a v zásaditých půdách neprospívají. Půda by měla být humózní a dostatečně vlhká, avšak nepřemokřená. Vhodný je přídavek rašeliny.
Vůči promrzání je nejodolnější hortenzie stromkovitá, pro ostatní druhy je vhodné vybrat chráněné stanoviště a opatřit je lehkým zimním krytem.
Způsob prořezávání je u různých druhů hortenzií různý podle toho, kdy se vyvíjejí květní základy. U některých druhů se květy zakládají již na sklonku léta a pokud se provede jarní řez, rostliny v daném roce nepokvetou. To se týká např. hortenzie velkolisté. Naopak u druhů kvetoucích na nových výhonech se citlivým jarním řezem podpoří tvorba květů (např. hortenzie latnatá).
Množení hortenzií se provádí řízkováním vždy z jara, ideální teplota pro množení je okolo 15 °C. Řízky je potřeba odebrat z mladých kořenových výhonků hortenzie a vložit do směsi rašeliny a písku. Zbarvení rostlin se může měnit dle složení půdy, v kyselých půdách jsou hortenzie zbarvené do modra a v půdách, které jsou více alkalické jsou spíše do růžova. Také hortenzie mohou napadat škůdci a choroby, nejčastěji mšice, svilušky a šedá plíseň. Rostliny je možné ochránit včasným postřikem.